# Stamsite
Johan Marcus Nyman, född 23 juni 1992 i Kungälv, är en svensk youtubare, mer känd som Stamsite (stiliserat STAMSITE). Youtube-kanalen med samma namn skapades den 22 september 2007. Nyman blev inspirerad att börja med Youtube efter att ha sett en Let's Play av spelet Minecraft av en engelsktalande youtubare (X’s Adventures in Minecraft). Den 28 december 2010 påbörjade han sin första egen spelserie som utspelar sig på hans egen Minecraft-server, "90gQ", vilken är en privat Minecraft-server som endast hans vänner är inbjudna till.
Kanalen räknas som den största svenskspråkiga spelkanalen. På kanalen visas klipp på olika datorspel.
Den 26 maj 2023 släppte Stamsite tillsammans med Maxxbox sitt första spel på Steam, Party Bots, ett flerspelarspel där spelare tävlar i olika minispel och samlar poäng för att låsa upp nya kosmetiska föremål.
Stamsite har blivit nominerad till Årets gamer på Guldtuben vid fyra tillfällen (2014, 2015, 2016 och 2017), men har aldrig vunnit.

## Historia
Stamsite har varit med i Youtube-nätverket Splay One fram till 2017 och har sedan dess varit med i United Screens.
Youtube-kanalen blev kapad av en rysk hackergrupp den 11 september 2020. Dessa hackare gjorde alla videoklipp på kanalen osynliga för offentligheten. Enligt uppgifter som Nyman själv lämnat på sin extrakanal så arbetade hans Youtube-nätverk United Screens tillsammans med Youtube med att försöka återställa kanalen. Nyman fick sedan tillbaka kanalen den 9 oktober 2020.

## Priser och utmärkelser
| År   | Pris                       | Resultat  |
| ---- | -------------------------- | --------- |
| 2014 | Guldtuben: Årets gamer     | Nominerad |
| 2015 | Guldtuben: Årets gamer     | Nominerad |
| 2016 | Guldtuben: Årets gamer     | Nominerad |
| 2017 | Guldtuben: Årets gamer     | Nominerad |
| 2023 | Tubguldet: Årets Gamer     | Vann      |
| 2023 | Tubguldet: Årets Klippning | Nominerad |
| 2023 | Tubguldet: Årets Serie     | Nominerad |
| 2023 | Tubguldet: Årets Youtuber  | Nominerad |

## 90gQ
90gQ är en privat Minecraft-server, på vilken Stamsite har spelat in över 800 videoklipp till sin Youtube-kanal (2024). Servern grundades av Marcus Nyman tillsammans med några av hans vänner runt den 19 oktober 2010, och har varit en aktiv serie på kanalen sedan dess.